# Blaž Blagotinšek
Blaž Blagotinšek, slovenski rokometaš, * 17. januar 1994, Celje.
Blagotinšek igra rokomet na mestu krožnega igralca. Trenutno igra za rokometni klub Veszprém in je tudi član slovenske selekcije. 
Maturiral je na Srednji šoli za strojništvo, mehatroniko in medije v Celju. Bil je odličen dijak v svoji generaciji. Sedaj je aktiven študent na Inštitutu in skademiji za multimedije v Ljubljani.

## Igralna kariera

### Klub

#### 2012-16: Celje
Med letoma 2012 in 2016 je igral za RK Celje Pivovarna Laško. V štirih sezonah igranja v ligi prakov je dosegel 49 zadetkov. Največ, trideset, v sezoni 2015-16.

#### Od 2016: Veszprem
Leta 2016 je sprejel bogato ponudbo madžarskega rokometnega velikana Veszprem s katerim je podpisal pogodbo za tri leta. Tam se je pridružil še dvema slovenskima legionarjema, Gašper Marguč in Dragan Gajić igrata namreč za isti klub. Z njimi v sezoni 2016-17 igra v ligi prvakov in v regionalni ligi SEHA. 

### Reprezentanca
Na reprezentančni spisek igralcev se je prvič uvrstil leta 2012 v starosti komaj 18 let, ko ga je takratni selektor Boris Denič vzel za kvalifikacijske tekme za na EP 2014.
Za izbrano vrsto Slovenije je leta 2016 igral na obeh velikih turnirjih tega leta, najprej na EP 2016, nato tudi na olimpijskih igrah 2016. 
Januarja 2017 je igral na Svetovnem prvenstvu 2017 v Franciji in tam s petnajstimi zadetki in dobro igro v obrambi sodeloval pri uvrstitvi na tretje mesto in osvojitvi bronaste medalje.

## Igralne značilnosti
S svojimi 2.02 metra višine sodi med večje rokometaše. Svojo višino in težo izkorišča v igri na moč, posledično je odličen obrambni igralec, ki pa prejema številne izključitve. Tako pri madžarskemu Veszpremu, delno pa tudi v slovenski selekciji, igra predvsem v obrambi. Zelo dobro se znajde tudi v napadu, kjer s pridom izkorišča svojo višino.